# Sant Andreu de Bell-lloc
Sant Andreu de Bell-lloc fou l'església parroquial, romànica, del poble de Bell-lloc, del terme comunal de Vilafranca de Conflent, a la comarca del Conflent, de la Catalunya del Nord.
És situada a prop de l'extrem nord del terme de Vilafranca de Conflent, en el seu enclavament de Bell-lloc. És al nord-est de la muntanya de Bell-lloc i del despoblat de Campelles

## Història
El poble de Bell-lloc està documentat des del 1163, en una butlla papal d'Alexandre III on es confirmen uns béns in parrochia de Belloloco. Una escriptura del 1196 esmenta el sant de la parròquia: Sancti Andrea de Belloch. El 1217 el lloc, juntament amb el de Campelles, passà a mans del priorat de Santa Maria de Cornellà de Conflent per donació d'Arnau de Bell-lloc, fins a aquell moment senyor del lloc. Aquest domini va perdurar fins a la fi de l'Antic Règim.
Hi ha constància de l'existència de la parròquia fins a començaments del segle xvii.

## L'edifici
L'església de Sant Andreu de Bell-lloc, recentment restaurada, és un petit temple d'una sola nau, capçat a llevant per un absis quadrat que no es diferencia exteriorment de la resta de la nau. La porta és a la façana meridional, i és constituïda per un sol arc de mig punt fet amb dovelles de pedra sorrenca vermella. El timpà i la llinda són llisos. Al centre de l'absis hi ha una finestra petita, i n'hi ha una altra al frontis occidental, a força alçada, sota l'espadanya de dos arcs. La volta, que s'havia esfondrat, fou substituïda en la reconstrucció empresa per l'entitat Rempart, de Vilafranca de Conflent, per un embigat de fusta.